# Sergio Lugo
Sergio Lugo Barrón (nacido el 10 de abril de 1957 en Ciudad de México) es un entrenador y exfutbolista mexicano que se desempeñaba en la posición de mediocampista, con tendencias de lateral derecho. Jugó para el Atlético Español y el Club Deportivo Guadalajara , fue también recordado por la paliza que le metio Morelia 6-1 en el Nemesio Diez ,Cuando él dirigia al Deportivo Toluca en 2011.

## Trayectoria
Jugó y fue campeón con el Club Deportivo Guadalajara en la temporada 1986-87. Fue contratado por el Guadalajara en 1981 con Diego Mercado como entrenador, venía procedente del Atlético Español. Con la llegada de Alberto Guerra al mando de la dirección técnica del equipo se convierte en parte fundamental del cuadro titular. Jugó con el CD Guadalajara hasta 1992 acumulando 11 campañas.
Con la Selección de fútbol de México jugó varios encuentros, entre ellos amistosos a finales de los 80, y las eliminatorias para los X Juegos Panamericanos y Olímpicos de 1988.
Ha actuado como auxiliar técnico de Víctor Manuel Vucetich en equipos como el CD Tiburones Rojos de Veracruz y el Pachuca CF. 
En el año 2008 llegó al Deportivo Toluca como Auxiliar Técnico de José Manuel De la Torre con el cual ganó el título de liga del Apertura 2008 y del Bicentenario 2010. Tras el nombramiento de José Manuel De la Torre como nuevo Director Técnico de la selección mexicana, el Deportivo Toluca lo anuncia como su nuevo entrenador, sin embargo después de que el equipo no pasara a la Liguilla 2011 fue retirado del cargo.
En el año 2011 se convierte en el nuevo auxiliar de Chivas con el técnico Fernando Quirarte.

### Como entrenador
| Club             | País   | Año  |
| ---------------- | ------ | ---- |
| Deportivo Toluca | México | 2011 |

### Como auxiliar
| Club                        | País   | Año         |
| --------------------------- | ------ | ----------- |
| Club de Fútbol Pachuca      | México | 2003 - 2004 |
| Tiburones Rojos de Veracruz | México | 2005 - 2006 |
| Deportivo Toluca            | México | 2008 - 2010 |
| Club Deportivo Guadalajara  | México | 2011 - 2012 |

## Palmarés

### Como jugador
| Título           | Club           | País   | Año     |
| ---------------- | -------------- | ------ | ------- |
| Primera División | CD Guadalajara | México | 1986/87 |